# Slătinicu Mare, Mehedinți
Slătinicu Mare este o localitate componentă a orașului Strehaia din județul Mehedinți, Oltenia, România.